# کالمان مارکوویچ
کالمان مارکوویچ (مجاری: Markovits Kálmán; ۲۶ اوت ۱۹۳۱ – ۵ دسامبر ۲۰۰۹) بازیکن واترپلو اهل مجارستان بود.